# Тран (озеро)
Тран — пересыхающее озеро в Узункольском районе Костанайской области Казахстана. Находится в 10 км к северо-востоку от села Павловка и в 5 км южнее села Каратерек.
По данным топографической съёмки 1944 года, площадь поверхности озера составляет 3,53 км². Наибольшая длина озера — 4,2 км, наибольшая ширина — 2,2 км. Длина береговой линии составляет 20,6 км, развитие береговой линии — 2,46. Озеро расположено на высоте 173,8 м над уровнем моря.
По данным обследования экспедицией ГГИ от 8 октября 1956 года, площадь поверхности озера составляет 2,2 км². Максимальная глубина — 1,4 м, объём водной массы — 1,5 млн. м³, общая площадь водосбора — 98 км².